# 小行星1098
小行星1098（1098 Hakone）是一颗主带小行星，于1928年2月20日由及川奥郎在东京帝国大学天文台（今东京天文台）发现，该日四天后德国天文学家马克斯·沃夫在海德堡王座山天文台，以及六天后克里米亚天文台分别独立发现了此小行星。
該小行星以跨越神奈川县和静冈县县境的箱根山命名。